# Província de Lleó
Lleó (León en castellà, gallec i oficialment; Llión en lleonès) és una província espanyola que es troba a Castella i Lleó, situada al nord-oest de la península Ibèrica i amb capital a la ciutat homònima. Limita amb el Principat d'Astúries i Cantàbria pel nord, amb Galícia per l'oest, amb les províncies de Zamora i Valladolid pel sud, i amb la província de Palència per l'est.

## Geografia
Té una extensió de 15.581 km². Posseeix una població d'uns 500.000 habitants. Situada a cavall entre les muntanyes de la serralada cantàbrica i l'altiplà, presenta una gran riquesa ecològica amb diversos parcs naturals en el seu territori (Parc nacional de Los Picos de Europa, Los Ancares, Las Médulas, Cueva de Valporquero). Cal esmentar també la varietat de la seua gastronomia en què destaquen els embotits (botillo, cecina, etc.), els vins, com ara els d'El Bierzo amb la seua varietat de raïm Mencía i Valdevimbre-Los Oteros amb la seua varietat de raïm Prieto Picudo. Lloc de trànsit entre importants regions de la península Ibèrica, per la província lleonesa discorren dues grans rutes: de nord a sud la Ruta de la Plata, i d'est a oest el Camí de Sant Jaume.

## Sociolingüística
L'idioma lleonès es va perdre a poc a poc en detriment del castellà. A principi del segle xx el seu ús era molt limitat, només localitzat en zones aïllades del sud de la província, mentre al Nord-nord-est encara resistia l'asturlleonés i variants locals com el pachuezo (Laciana) i el dialecte Berciano (barreja de gallec i lleonés no homogènies sinó que amb diferents variacions segons cada vall o comarca) en algunes zones d'El Bierzo. Al Bierzo Oest perviure l'ús del gallec amb moltes influències locals (anomenat popularment chapurreao). Avui dia, el lleonès, només es troba en girs i paraules concretes encara que el seu ús s'intenta recuperar per algunes associacions i institucions, en l'Estatut d'Autonomia de Castella i Lleó se'n reflecteix la protecció. L'ús del gallec també ha tingut un fort impuls al Bierzo, principalment al Bierzo Oest i a Ponferrada, estudiats en diversos col·legis (més de 1.000 alumnes), aquest impuls ha estat possible gràcies a la protecció que dona l'Estatut d'Autonomia i el treball de certes associacions (Associació de la Llengua Xarmenta i Fala Ceibe, entre altres) i algunes institucions (Consell Comarcal d'El Bierzo, Xunta de Galícia). Actualment el dialecte berciano pràcticament ha desaparegut, i només es conserva en girs i modismes.

## Divisió administrativa
La província de Lleó es divideix en municipis, com establix l'article 137 de la Constitució Espanyola, amb autonomia de gestió i poders executiu i legislatiu propis, existint organitzacions supramunicipals i mancomunitats de diversa índole que reflecteixen en determinats casos l'organització històrica del territori. A més, El Bierzo es va constituir en comarca per la Llei 1/1991, de 14 de març, per les seves peculiars característiques geogràfiques, socials, històriques i econòmiques dotant-se d'institucions pròpies i un relativament ampli espectre competencial.

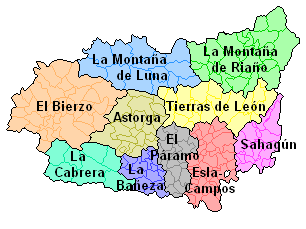
Comarques agràries, Ministeri d'Agricultura, Pesca y Alimentació (1996).

Les comarques agràries definides pel Ministeri d'Agricultura, Pesca i Alimentació el 1996 (l'anterior comarcalització agrària data de 1978) són les següents: 
- El Bierzo
- La Montaña de Luna
- La Montaña de Riaño
- La Cabrera
- Maragateria (Astorga)
- Terres de Lleó
- El Páramo
- Esla-Campos
- Sahagún